# Mohamed Abdallah
Mazda, właśc. Mohamed Abdallah Ahmed – sudański piłkarz i trener piłkarski, reprezentant kraju.

## Kariera piłkarska
Abdallah był kapitanem drużyny narodowej Sudanu. Jako zawodnik brał udział w kwalifikacjach do Mistrzostw Świata 1974 w RFN i Mistrzostw Świata 1986 w Meksyku.

## Kariera trenerska
Abdallah w 1999 objął funkcję trenera klubu sudańskiej ekstraklasy Al-Merreikh. Poprowadził tę drużynę do trzech tytułów mistrza Sudanu w latach 2000–2002. Wraz z Al-Merreikh zdobył czterokrotnie Puchar Sudanu w latach 2001, 2005, 2006 i 2007. Największy sukces klubowy odniósł w 2007, kiedy to dotarł do finału Afrykańskiego Pucharu Konfederacji.
W 2005 po raz pierwszy został selekcjonerem reprezentacji Sudanu. Dwa lata później udało mu się poprowadzić drużynę do zdobycia Pucharu CECAFA. Wraz z drużyną awansował po raz pierwszy po 32 latach przerwy do turnieju o Pucharu Narodów Afryki. Na imprezie rozgrywanej na przełomie stycznia i lutego 2008 reprezentacja Sudanu zajęła ostatnie miejsce w grupie, przegrywając wszystkie mecze. 15 lutego 2009 przestał być trenerem reprezentacji. W połowie 2010 roku powrócił na stanowisko trenera tej reprezentacji. Dwukrotnie poprowadził Sudan do miejsc na podium Pucharu CECAFA (3. miejsce w 2011 i 2. miejsce w 2013). Po raz drugi udało mu się awansować na mistrzostwa Afryki, tym razem w 2012. Jego drużyna awansowała z drugiego miejsca w grupie do fazy pucharowej turnieju. Odpadła w ćwierćfinale po przegranej 0:3 z Zambią. Abdallah po raz drugi przestał pracować jako selekcjoner Sudanu w 2015. Rok później po raz trzeci, na krótko powrócił na to stanowisko.

## Sukcesy

### Al-Merreikh
- Mistrzostwo Sudanu (3): 2000, 2001, 2002
- Puchar Sudanu (4): 2001, 2005, 2006, 2007
- Finał Afrykańskiego Pucharu Konfederacji (1): 2007

### Sudan
- Puchar CECAFA 2007 – Mistrzostwo
- Puchar Narodów Afryki 2008 – faza grupowa
- Puchar Narodów Afryki 2012 – ćwierćfinał
- Puchar CECAFA 2011 – III miejsce
- Puchar CECAFA 2013 –  II miejsce